# Filozofia dramatu
Filozofia dramatu – singel zespołu Voo Voo i muzykującej rodziny Trebunie Tutki pochodzący z albumu Tischner. Utwór zawarty na tym wydawnictwie

## Lista utworów
- Filozofia dramatu 4:16

Nagrań dokonano w studio S3 i S4 Polskiego Radia w Krakowie.
Muzyka: Wojciech Waglewski
Tekst: Roman Kołakowski
Realizacja nagrań i mix: Piotr "Dziki" Chancewicz, Sławomir Gładyszewski – Media Studio.
Asystent: Wojtek Gruszka
Projekt graficzny: Krzysztof Kokoryn, Wojciech Kliczka